# Hans Wehrs
Hans Karl August Wehrs (* 28. Mai 1885 in Hamburg; † 5. Oktober 1953) war ein deutscher Tierarzt.

## Leben
Hans Wehrs war Sohn des Rechnungsrevisors der Hamburgischen Justizverwaltung Ferdinand Wehrs. Zum Sommersemester 1902 begann er das Studium an der Tierärztlichen Hochschule Hannover und wurde Mitglied des Corps Normannia Hannover. Zum Wintersemester 1904/05 ging er für ein Semester an die Tierärztliche Hochschule Stuttgart und schloss sich dem Corps Suevia Stuttgart an. Im Februar 1906 erhielt er die tierärztliche Approbation und wurde anschließend Hilfstierarzt in Hamburg-Eilbek. Noch im gleichen Jahr wurde er zum Polizeitierarzt in Hamburg ernannt. In den Jahren 1908 und 1909 leistete er als Einjährig-Freiwilliger Militärdienst beim Königlich Bayerischen 7. Feldartillerie-Regiment „Prinzregent Luitpold“ in München. 1910 wurde er an der Universität Leipzig zum Dr. med. vet. promoviert. In den Jahren 1912 und 1913 war er als praktischer Tierarzt in Wandsbek tätig. Am Ersten Weltkrieg nahm er als Stabsveterinär der Reserve teil. 1919 wurde er Distriktstierarzt in Hamburg-Bergedorf. Im April 1937 wurde er Oberamtstierarzt im Hamburger Landesdienst und ein Jahr später als Oberregierungs- und Veterinärrat zum Leiter des Staatlichen Veterinärwesens berufen. 1951 war er Landestierarzt der Freien und Hansestadt Hamburg. Im Oktober 1951 trat er in den Ruhestand. Sein Lebenswerk wurde anlässlich seiner Pensionierung und in einem Nachruf in der Deutschen Tierärztlichen Wochenschrift gewürdigt.

## Auszeichnungen
- Eisernes Kreuz
- Hamburgisches Hanseatenkreuz
- Bayerischer Militärverdienstorden mit Schwertern

## Schriften
- Die Resistenz des Bazillus pyogenes suis et bovis gegen chemische Desinfektionsmittel, 1910